# Santa Justa (Arraiolos)
Santa Justa é uma povoação portuguesa do Município de Arraiolos que foi sede da extinta Freguesia de Santa Justa, freguesia que tinha 42,92 km² de área e 225 habitantes (2011), e, por isso,  uma densidade populacional de 5,2 hab/km².
A Freguesia de Santa Justa foi extinta em 2013, no âmbito de uma reforma administrativa nacional, tendo sido agregada à Freguesia de São Gregório, para formar uma nova freguesia denominada União das Freguesias de São Gregório e Santa Justa com sede em São Gregório.

## História
Santa Justa já pertenceu ao extinto concelho de Vimieiro. Com a extinção deste concelho Santa Justa passou, tal como o Vimieiro, a integrar o concelho (atual, desde 1976, município) de Arraiolos.

## População
| População da freguesia de Santa Justa | População da freguesia de Santa Justa | População da freguesia de Santa Justa | População da freguesia de Santa Justa | População da freguesia de Santa Justa | População da freguesia de Santa Justa | População da freguesia de Santa Justa | População da freguesia de Santa Justa | População da freguesia de Santa Justa | População da freguesia de Santa Justa | População da freguesia de Santa Justa | População da freguesia de Santa Justa | População da freguesia de Santa Justa | População da freguesia de Santa Justa | População da freguesia de Santa Justa |
| ------------------------------------- | ------------------------------------- | ------------------------------------- | ------------------------------------- | ------------------------------------- | ------------------------------------- | ------------------------------------- | ------------------------------------- | ------------------------------------- | ------------------------------------- | ------------------------------------- | ------------------------------------- | ------------------------------------- | ------------------------------------- | ------------------------------------- |
| 1864                                  | 1878                                  | 1890                                  | 1900                                  | 1911                                  | 1920                                  | 1930                                  | 1940                                  | 1950                                  | 1960                                  | 1970                                  | 1981                                  | 1991                                  | 2001                                  | 2011                                  |
| 436                                   | 560                                   | 486                                   | 532                                   | 533                                   | 568                                   | 534                                   | 760                                   | 737                                   | 672                                   | 461                                   | 332                                   | 280                                   | 226                                   | 225                                   |